# San Fernando, Honduras
San Fernando är en ort i Honduras.   Den ligger i departementet Departamento de Ocotepeque, i den västra delen av landet, 220 km väster om huvudstaden Tegucigalpa. San Fernando ligger 1 207 meter över havet och antalet invånare är 1 026.
Terrängen runt San Fernando är lite bergig. Runt San Fernando är det ganska tätbefolkat, med 86 invånare per kvadratkilometer. Närmaste större samhälle är Copán, 17,0 km norr om San Fernando. Omgivningarna runt San Fernando är en mosaik av jordbruksmark och naturlig växtlighet.